# Matt Pond PA
Matt Pond PA ist eine US-amerikanische Indie-Band ursprünglich aus Philadelphia, Pennsylvania, heute aus New York. Das PA im Bandnamen ist eine Abkürzung für den US-Bundesstaat Pennsylvania. Die Band verwendet die Kurzschreibweise mpPA.

## Geschichte
Die Gründungsmitglieder neben Matthew Pond waren Josh Kramer, Rosie McNamara-Jones und Sean Byrne, der früher Mitglied bei Lenola und The Twin Atlas war. 1998 brachte die Band bei Lancaster Records ihr Debütalbum Deer Apartments heraus, das im selben Jahr große Beachtung bei CDNows Unheard?-Wettbewerb für Künstler ohne Plattenvertrag fand. 2000 wurde bei File 13 das Nachfolgealbum Measure veröffentlicht. Nach ständig wechselnder Besetzung blieben Jim Hostetter und Mike Kennedy für längere Zeit bei der Band. Später kamen Matt Raisch und Jim Kehoe von der Band Rhode Island hinzu. Schließlich vervollständigte Eve Miller von The Rachel’s die Formation. 2001 unterschrieb die Gruppe bei Polyvinyl Records. 2003 zog Pond nach New York City um, löste daher die Band auf und suchte vor Ort nach neuen Bandmitgliedern. Es fanden sich schließlich Dana Feder, Steve Jewett und Dan Crowell, mit denen er zwischen 2003 und 2006 bei Altitude Records die Alben Emblems und Several Arrows Later veröffentlichte, die von der Kritik gut angenommenen wurden. Mitte 2007 gab es einen erneuten Wechsel in der Besetzung, der auch Veränderungen in musikalischer Hinsicht mit sich brachte. Dana Feder verließ die Band, hinzu kam Chris Hansen. Hatte die Musik von Matt Pond PA bisher viele Anleihen im Folkrock und Singer-Songwriter-Bereich, so wurde das Album Last Lights rockiger, das früher oft eingesetzte Cello fehlt dagegen ganz. Ab Ende September 2007 tourte die Band zwei Monate durch die USA und war Anfang Dezember auch erstmals in Japan. Ende 2008 erschien die EP The Freeep als kostenloser Download auf der Website von Matt Pond. Ende 2009 brachte Matt Pond nach längerer Pause mit Starting wieder eine Single heraus. Im April 2010 folgte dann wieder ein Album mit dem Titel The Dark Leaves.
Matt Pond PA ist bereits zusammen aufgetreten mit Ted Leo and the Pharmacists, Nickel Creek, Youth Group, Mae, Keane,  Guster, Dios Malos und Liz Phair. Die Musik der Gruppe war auf dem Soundtrack für die FOX TV-SerieO. C., California enthalten. Bekannt ist die Formation für ihre speziellen Cover-Versionen von Champagne Supernova (Oasis) und In the Aeroplane over the Sea (Neutral Milk Hotel).

## Trivia
- Eine Besonderheit von Matt Pond PA ist die Naturverbundenheit, die in den Texten und im Layout aller Platten, die farblich meist in Grün- oder Brauntönen gehalten sind und viele Tier- und Pflanzenmotive enthalten, zum Ausdruck kommt.
- 2007 haben Matt Pond, Steve Jewett und Dan Crowell ein Nebenprojekt mit Namen „The Dark Leaves“ ins Leben gerufen. Die entstandenen Songs konnten anschließend auf einer dafür eingerichteten myspace-Seite abgerufen werden. Später wurden alle Songs nochmals überarbeitet und auf dem 2010 erschienenen Album The Dark Leaves veröffentlicht.

## Diskografie

### Alben
- 1998: Deer Apartments (Lancaster)
- 2000: Measure (File 13)
- 2002: The Green Fury (Polyvinyl)
- 2002: The Nature of Maps (Polyvinyl)
- 2003: mpPA with Audible Tour (Polyvinyl)
- 2004: Emblems (Altitude)
- 2005: Several Arrows Later (Altitude)
- 2007: Last Light (Altitude)
- 2010: The Dark Leaves (Altitude)
- 2013: The Lives Inside the Lines in Your Hand (Altitude)
- 2015: The State of Gold (Doghouse Records)
- 2016: Winter Lives (131 Records)
- 2017: Still Summer (131 Records)

### EPs
- 2001: I Thought You Were Sleeping (File 13)
- 2001: This Is Not the Green Fury (Polyvinyl)
- 2004: Four Songs (Altitude)
- 2005: Winter Songs (Altitude)
- 2007: If You Want Blood (Altitude)
- 2008: The Freeep (mp3)
- 2009: The Threeep (Altitude)
- 2010: Remains (Altitude)
- 2011: Spring Fools (Altitude)
- 2013: The Natural Lines (Altitude)
- 2014: Skeletons and Friends (Altitude)

### Singles
- 2004: Lily Two/Golden Brown (Altitude)
- 2005: Halloween (Altitude)
- 2005: Snow Day/Holiday Road (Altitude)
- 2005: So Much Trouble (Altitude)
- 2007: People Have A Way (Altitude)
- 2007: Sunlight (Altitude)
- 2009: Starting (Altitude)
- 2010: Remains (Altitude)
- 2011: Love To Get Used (Altitude)
- 2012: Ruins (Altitude)